# خط لب

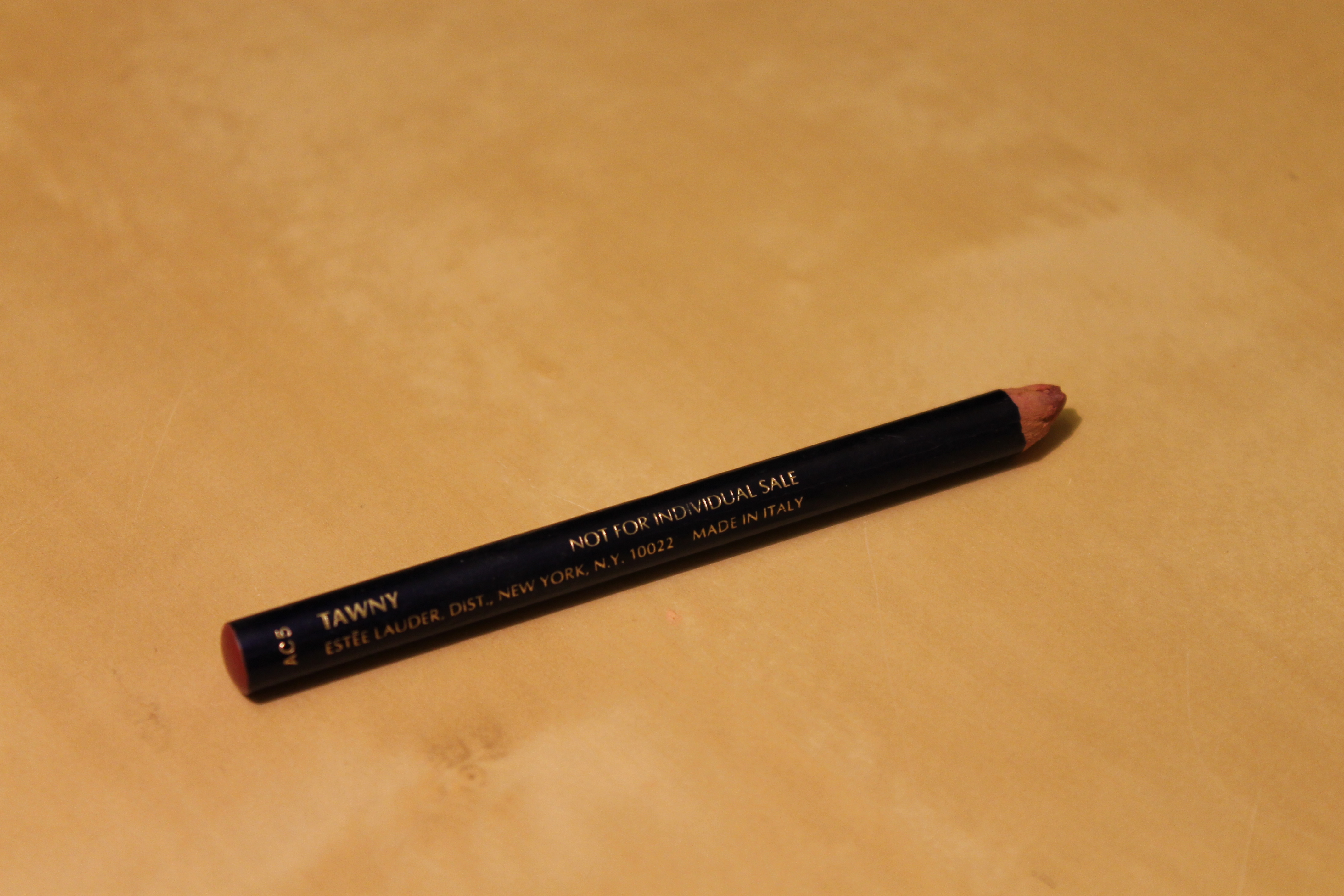
خط لب

خط لب (انگلیسی: Lip liner) که به عنوان مداد لب (انگلیسی: Lip pencil) نیز شناخته می‌شود، یک محصول آرایشی است. خط لب معمولاً به این منظور استفاده می‌شود تا قبل از زدن رژ لب، نواحی ناهموار لبه‌های بیرونی لب‌ها را پر کند تا حالت یکنواخت‌تری به لب بدهد. همچنین برای برجسته کردن لب‌ها، نگه داشتن رژ لب در داخل ناحیه لب و جلوگیری از «خونریزی» آن، برای نشان دادن توهم اندازه بزرگتر یا ایجاد مرزبندی واضح تر بین لب‌ها و پوست استفاده می‌شود.
همچنین می‌توان از خط لب برای پر کردن کل لب قبل از استفاده از رژ لب استفاده کرد. در برخی موارد به تنهایی به عنوان رنگ لب استفاده می‌شود. این محصول معمولاً به صورت لوله جمع شونده یا مداد قابل تراشیدن فروخته می‌شود. خط لب معمولاً در همان طیف رنگی رژلب‌ها موجود است: به عنوان مثال، قرمز، صورتی، قهوه ای، آلویی و غیره و به مشتری توصیه می‌شود خط لب را با رژ لب مطابقت دهد تا اثرات آن طبیعی به نظر برسد. خط لب همچنین ممکن است برای ایجاد توهم لب‌های صاف بدون افزودن یا تأثیر بر رنگ، بی‌رنگ باشد.
خط لب در بافت‌های مختلف با مدادهای سخت‌تر، خطوط واضح تری ایجاد می‌کند.

## مواد تشکیل دهنده
خط لب مانند رژ لب از موم، روغن و رنگدانه تشکیل شده است. خط لب در مقایسه با رژ لب، قوام و رنگدانه‌های عمیق‌تری دارد و برای کشیدن با دقت روی لب مناسب است. به این دلایل، خط لب روغن کمتر اما موم و رنگدانه بیشتری نسبت به اکثر رژ لب‌ها دارد. موم محبوبی که در ساخت خط لب استفاده می‌شود، موم ژاپنی است.

## تاریخچه
مدادهای خطی از دهه ۱۹۲۰ به روش‌های مختلف مورد استفاده قرار گرفته‌اند. اولین بازیگرانی که از خط لب استفاده می‌کردند عبارتند از کلارا بو، مارلنه دیتریش و مریلین مونرو.
در دهه ۱۹۹۰، مردم شروع به استفاده از خط قهوه‌ای تیره با رژ لب روشن‌تر کردند.